# ACMAT Bastion
«Бастион» фр. Bastion — французский многоцелевой бронеавтомобиль производства компании Acmat, так же классифицируется как бронетранспортёр.
«Бастион» поставлен в Африку, Ближний Восток и Северную Америку.

## История
«Бастион» построен на шасси бронеавтомобиля VLRA компании Acmat. Впервые машина была представлена в Великобритании на выставке вооружений DSEI в 2010 году. «Бастион» создавался, прежде всего, для французского спецназа действующего в Африке, и отвечает всем требованиям вооруженных сил Европы, Африки и Ближнего Востока. «Бастион» полностью адаптирован к климатическим условиям Африки и Ближнего Востока, может использоваться и в ночное время.
В 2015 году Министерство обороны США закупило 62 БТР «Бастион» которые были произведены в США в компании Mack Trucks для передачи их различным миссиям, таких как АМИСОМ, действующих в африканских странах
В 2018 году компания Arquus, владелец компании ACMAT, подписала контракт с AM General на производство бронированной медицинской машины для армии США на базе БТР Bastion.
В начале января 2023 года президент Франции Э. Макрон объявил о передаче Украине «Бастионов».

## Модификации
- Bastion APC — базовая версия бронетранспортёра. Рассчитан на перевозку группы из 5 бойцов спецназа. Возможна установка на крыше выносной турели с 12,7-мм пулемётом или боевого модуля (Тип 1530 или FLW remote weapon station[англ.]). Также в дополнение есть возможность установить три 40-мм гранатомета типа HK GMG (два сзади, один спереди) или 3 пулемёта калибра 7,62 типа MG3 на этих же позициях. Машина имеет противоминную защиту снизу.
- Bastion Patsas (PATrouille SAS) — бронетранспортёр, разработанный в 2012 году для сил специального назначения[3]. Рассчитан на перевозку группы из 5 бойцов спецназа, на крыше установлен 7,62-мм пулемёт. Общий вес машины снижен до 10 тонн. PATSAS может транспортироваться по воздуху вертолетом CH-47 Chinook или военно-транспортными самолетами C-130 Hercules, C-160 или A400M[8].
- Bastion HM (High Mobility) — бронированная транспортная машина с двигателем увеличенной до 340 л.с. мощностью и независимой подвеской для повышения подвижности[9].
  - Bastion Fortress («Крепость») — представляет собой версию Bastion HM. Как и на Bastion HM установлен двигатель мощностью 340 л.с. и смонтирована независимая подвеска[10].
- Bastion APC Extreme Mobility — бронетранспортёр, вмещающий до 8 бойцов спецназа. Оснащён дизельным двигателем мощностью 320 л. с. и имеет два 150-литровых топливных бака. Помимо этого, гидроусилитель руля, трансмиссию со ступичными передачами с самоблокирующимся дифференциалом и жёстким мостом. Система демпфирования оснащена масляными демпферами, а тормозная система (дисковые тормоза) имеет воздушное охлаждение. В стандартной комплектации на передней оси установлена антиблокировочная тормозная система (ABS), и сзади может быть установлена по запросу. Автомобиль оснащен четырьмя шинами Michelin 365/80R 20 XZL, что позволяет преодолевать водные преграды глубиной до 1 метра. Впервые выпущен в 2012 году.

## Операторы
- Армения – 24 Bastion APC поставлены в 2023 году[11]
- Бенин — 2 Bastion APC, по состоянию на 2021 год[12]
- Буркина-Фасо — 8+ Bastion Patsas и 12 Bastion APC; ещё некоторое количество Bastion APC в Национальной гвардии, по состоянию на 2021 год[13]
- Габон — 5 Bastion APC, по состоянию на 2021 год[14]
- Камерун — 15 Bastion APC, по состоянию на 2021 год[15]
- Кения — 12 Bastion APC, по состоянию на 2021 год[16]
- Кот-д’Ивуар — 9 Bastion APC, по состоянию на 2021 год[17]
- Мавритания — 7 Bastion APC, по состоянию на 2021 год[18]
- Мали — 27 Bastion APC, по состоянию на 2021 год[19]
- Нигер — некоторое количество Bastion Patsas и 13 Bastion APC, по состоянию на 2021 год[20]
- Саудовская Аравия — некоторое количество Bastion Patsas, по состоянию на 2021 год[21]
- Сенегал — 7 Bastion APC и 2 Bastion Patsas, по состоянию на 2021 год[22]
- Сомали — 13 Bastion APC, по состоянию на 2021 год[23]
- Того — 29 Bastion Patsas, по состоянию на 2021 год[24]
- Тунис — 4 Bastion APC, по состоянию на 2021 год[25]
- Уганда — 19 Bastion APC, по состоянию на 2021 год[26]
- Чад — 22 Bastion Patsas и 4 Bastion APC, по состоянию на 2021 год[27]
- Швеция — несколько Bastion ТМ используются Särskilda Operationsgruppen, поставлены в 2016 году
- Украина — 20 ACMAT Bastion, поставлены в 2022

## Боевое применение
2013 год
Несколько «Бастионов» модификации PATSAS использовались в 2013 году чадским отрядом быстрого реагирования (D'action Rapide) для вторжения в Мали (Chadian intervention in northern Mali) во время Туарегского восстания.
В январе 2013 года «Бастионы» Вооружённых сил Буркина-Фасо были развернуты на севере Мали и участвовали в операциях по поддержанию мира и внутренней безопасности в этой стране под эгидой ООН. После попытки военного переворота в сентябре 2015 года участвовавший в мятеже полк президентской охраны был расформирован (у них изъяли две бронемашины "Bastion Patsas").
2015 год
В 2015 году армейские подразделения Чада вновь использовали «Бастионы» во время операций против Боко харам на Севере Камеруна и Нигерии (2015 West African offensive).
Сообщается, что в 2015 году несколько «Бастионов» Patsas Вооружённых сил Саудовской Аравии использовались во время вторжения в Йемене.

## Потери
15 декабря 2016 года один «Бастион» армии Буркина-Фасо был уничтожен силами «Ансар уль-Ислам» во время атаки на Насумбу.